# Leioproctus wilsoni
Leioproctus wilsoni là một loài Hymenoptera trong họ Colletidae. Loài này được Rayment mô tả khoa học năm 1930.